# Brocná
Vesnice Brocná (německy Brotzney) je jednou ze šesti místních částí obce Skuhrov nad Bělou. Brocná leží asi 3 km západně od Skuhrova. Samotná ves Brocná se skládá ze dvou částí – Brocné a Vísky oddělených od sebe pruhem pole.

## Historie
Název „Brocná“ může být odvozeno od povahy půdy která se zde vyskytuje (brocená – červená) nebo od brodů, které byly asi přes táhlý úval jižně od Brocné, kde se u mostu na nové silnici dosud říká „v brodkách“.
První písemná zmínka o osadě Brocné pochází z 15. století, kdy roku 1495 litické a potštejnské panství koupil přední český velmož Vilém z Pernštejna. K panství litickému tehdy patřily všechny zdejší okolní osady, a tak i osada Brocná a Brocensko, nynější místní část Víska. Později patřila Brocná k panství solnickému, které bylo po bitvě na Bílé hoře konfiskováno a rozděleno na 4 díly, na nichž vládli bratři a strýcové Vlkanovští z Vlkánova. Po roce 1623 byli Vlkánovští statku zbaveni, celé panství připadlo královské komoře a bylo prodáno purkrabímu Jindřichovi z Donína. V polovině 17. století se solnickou, a tím pádem i brocenskou, vrchností stal řád karmelitánů. Ti zde patrně vládli až do doby, kdy se feudální zřízení přeměnilo na státní.
V roce 1853 byl založen okresní úřad v Rychnově nad Kněžnou, který se zde staral společně se starostou o samosprávu. Dle zákona ze dne 16. dubna 1919 o pozemkové reformě byla provedena reforma i zde. Nejvíce informací o vsi se dochovalo ze sčítání lidu z roku 1930. Velikost katastru byla 373 ha. Starostou obce byl v té době František Pop. Sídlo zde měla i kampelička a obecní knihovna.
Hasičský sbor zde působí od 19. září 1878, oficiálně byl ale založen až 1. září 1897. Prvním velitelem byl Karel Nosek. Stříkačka byla zakoupena 7. září 1894 od Františka Hurta z České Třebové za 850 zlatých. K význačným budovám a pamětihodnostem patří budova bývalé školy, postavená v roce 1900 a opravovaná roku 1934 a také v druhé polovině 90. let. Dnes je v této budově také místní nálevna. Na návsi (nazývané Kroutilovo náměstí podle pana Kroutila, který zde utopil v rybníku cestářský válec) se nachází stará zvonička. Od 9. srpna 1929 je obec plně elektrifikována, v roce 1988 byl dostavěn veřejný vodovod, v roce 1997 byly zavedeny telefonní linky do většiny domů a roku 1999 byla obec plynofikována.
K významným rodákům patří státní úředník Josef rytíř z Popů, který dosáhl hodnosti „rytíře“ a „c. a k. tajného rady“, a v roce 1909 byl jmenován předlitavským ministrem orby (zemědělství) coby provizorní správce rezortu.

## Fotogalerie

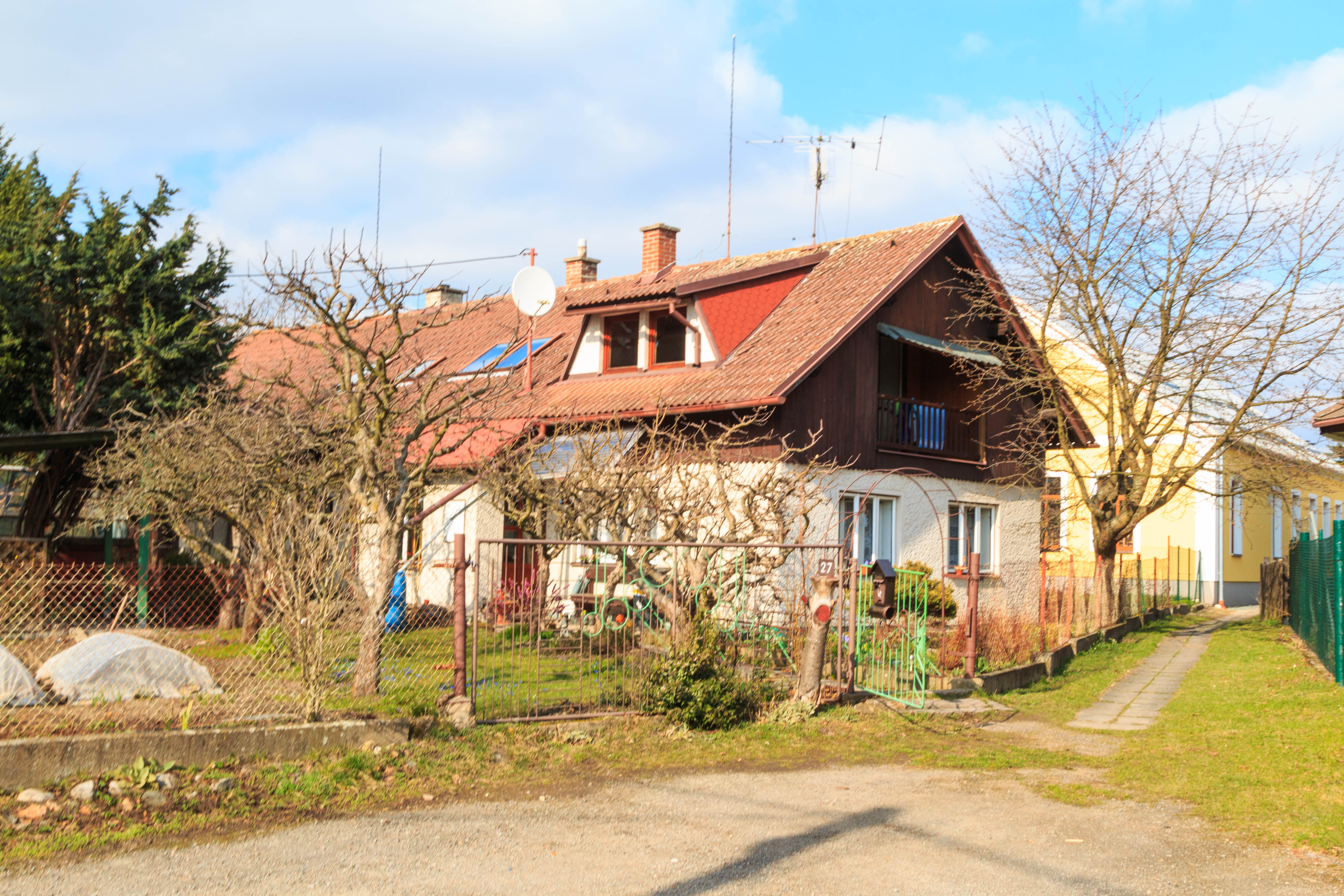
Brocná - čp. 27
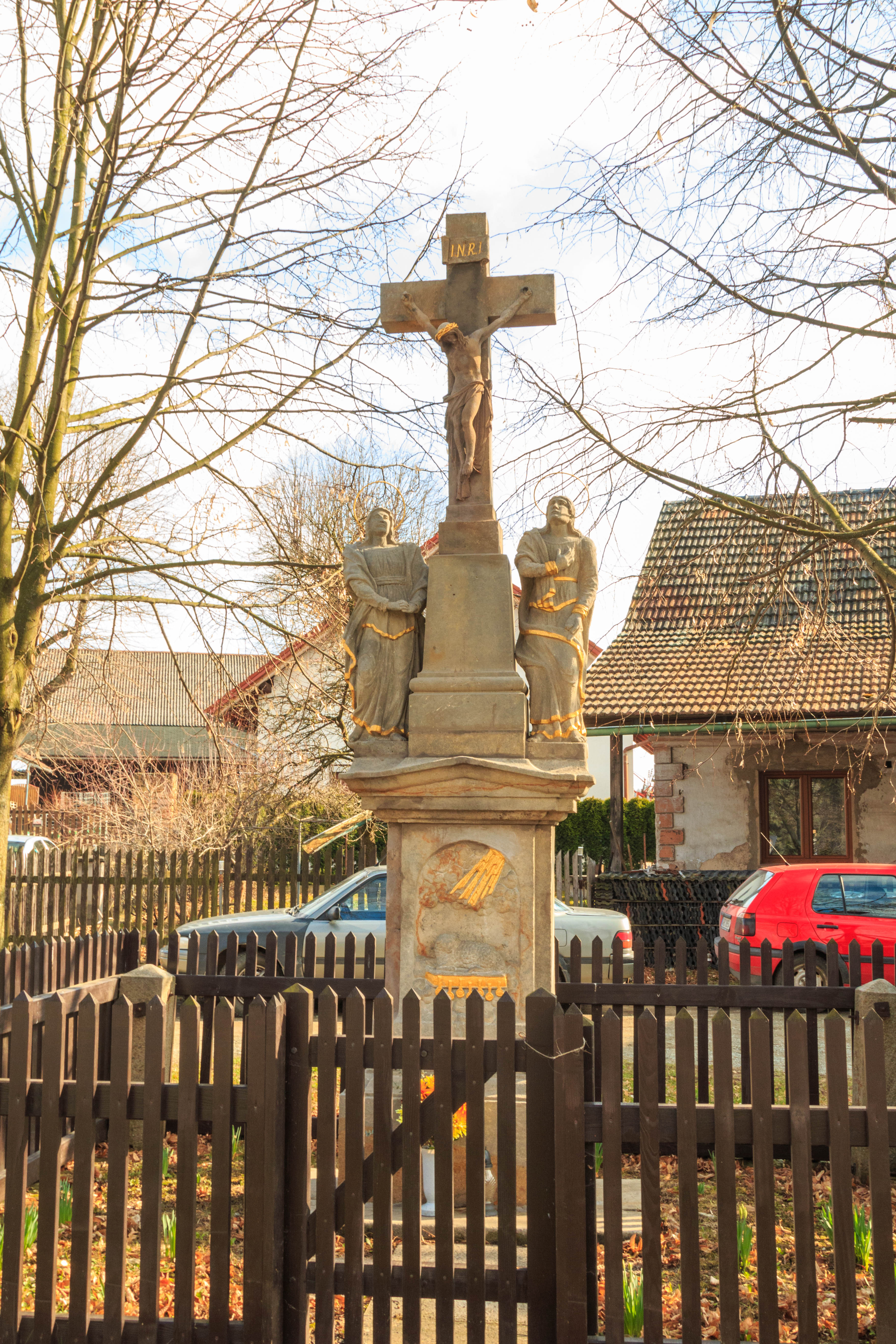
Brocná - kříž
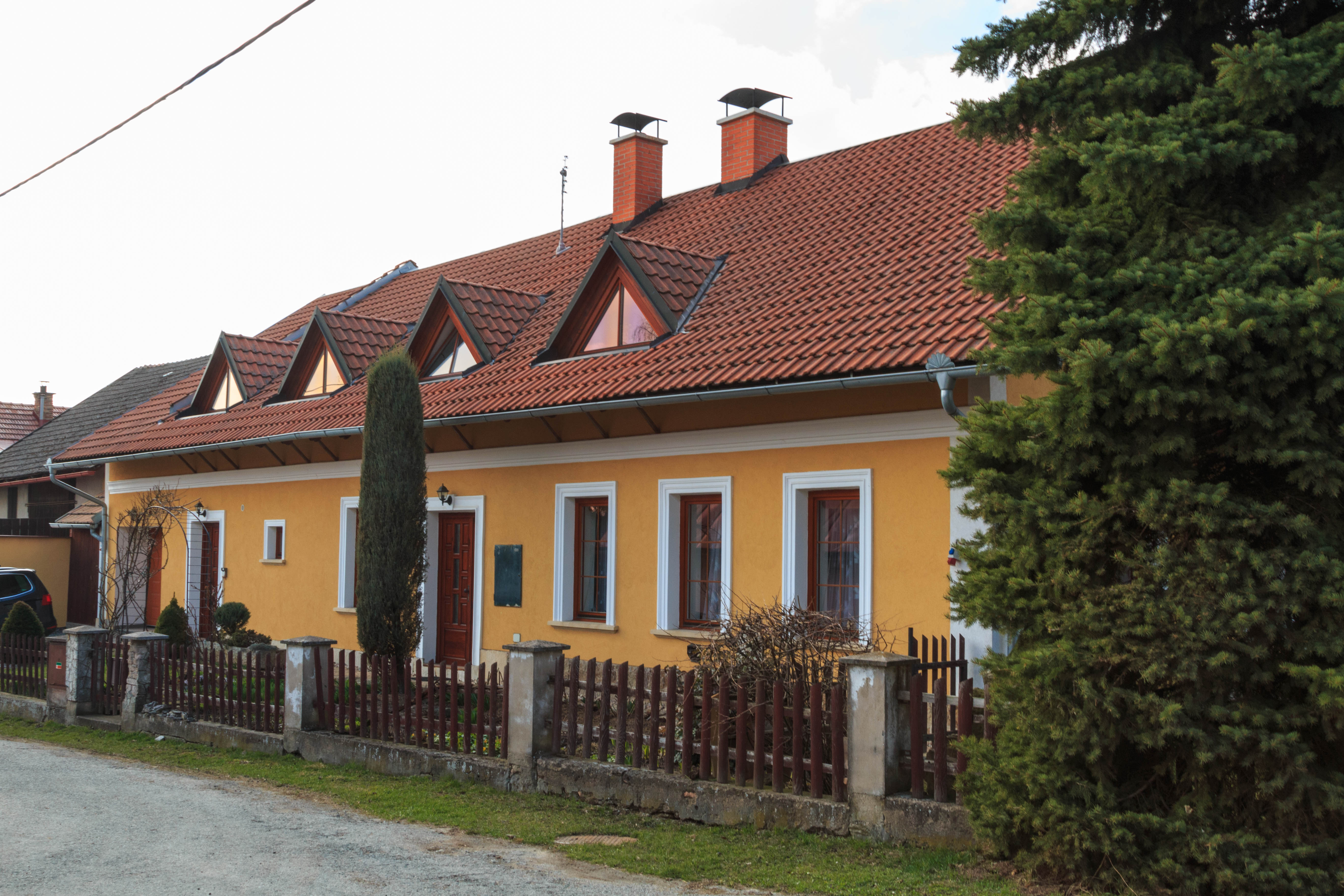
Brocná - čp. 15
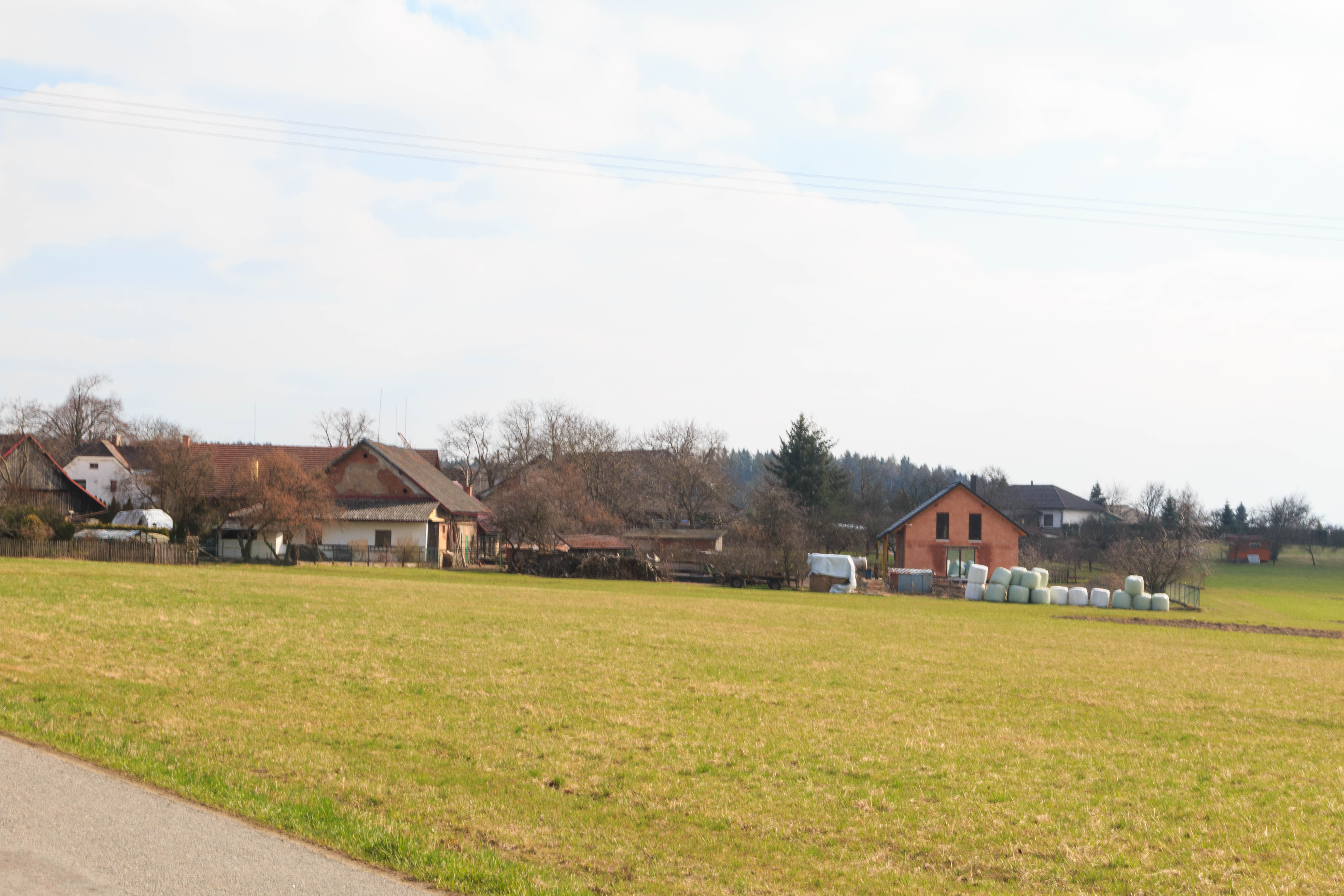
Brocná - pohled od Vísky
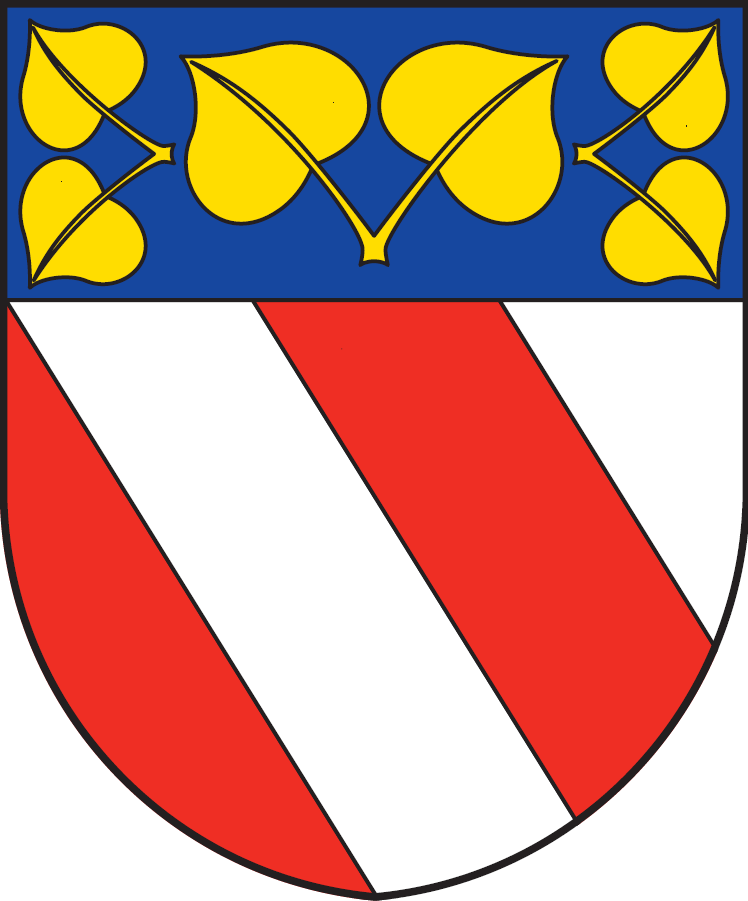
Znak